# 城恵理子
城 恵理子（じょう えりこ、1998年〈平成10年〉11月27日 - ）は、日本の女優、タレント、元アイドルであり、女性アイドルグループ・NMB48、籠鳥恋雲の元メンバー。愛称は、ジョー。兵庫県加古川市出身。MOTHER MUSIC所属。

## 略歴
2011年
- 5月、NMB48第二期生オーディション最終審査合格。
- 6月5日、TOKYO DOME CITY HALLで開催された『見逃した君たちへ〜AKB48グループ全公演〜』においてNMB48第2期研究生23名の一人としてお披露目され、2期生代表として挨拶し[3]、活動を開始する。
- 7月22日、『AKB48 コンサート よっしゃぁ〜行くぞぉ〜!in西武ドーム』の初日公演においてお披露目からわずか2か月たらず、劇場公演デビューに先立ってソロ楽曲を披露。
- 8月13日、『NMB48 2期生「PARTYが始まるよ」』の初日公演が開催され、選抜メンバー16名のうちの一人として劇場公演デビューを果たす。
- 10月19日発売の2ndシングル「オーマイガー!」に初選抜[4]。選抜メンバーの一部で構成されるNMBセブンにも選ばれたほか、メンバー3人のみが写る劇場盤をはじめ全ての盤のジャケット写真にも起用される。さらに特典DVDでは紅組キャプテンにも抜擢される。
- 10月26日発売のAKB48 23rdシングル「風は吹いている」のアンダーガールズに選抜され、AKB48シングルに初参加。また、NMB48の2期生として初の楽曲参加となった。
- 12月20日、『AKB48紅白対抗歌合戦』にてNMB48メンバーとしては初めて姉妹グループとの混成でのシャッフルユニットで楽曲を披露。[要出典]

2012年
- 1月20日、『リクエストアワーセットリストベスト100 2012』2日目公演にて、NMB48メンバーとしては初となるAKB48コンサート1公演への単独出演。[要出典]
- 1月26日、NMB48研究生29人の中から選ばれたチームM初期メンバー16人に入り、正規メンバー昇格。
- 5月23日発売のAKB48 26thシングル「真夏のSounds good !」の選抜メンバーにNMB48の2期生として初めて選ばれる。NMB48からの選抜は山本彩、渡辺美優紀、山口夕輝、肥川彩愛に次いで5人目。
- 9月3日、NMB48劇場で開催されたチームM公演において、学業に専念するためNMB48を卒業することを発表[5]。同月28日に行われた卒業公演をもって卒業[6]。

2013年
- 2月1日公開の映画『DOCUMENTARY of AKB48 No flower without rain 少女たちは涙の後に何を見る?』では、NMB48卒業後初のインタビュー映像で出演した。
- 10月13日、『NMB48 3rd Anniversary Special Live』において、同月初旬に特別オーディションを行った結果、同日付でNMB48に研究生として復帰することが発表された[7]。一度AKB48グループを離れたメンバーの復帰は菊地あやか、鈴木紫帆里に次いで3人目、NMB48メンバーとしては初となる。
- 11月6日の研究生公演「青春ガールズ」より劇場公演に復帰した[8]。
- 12月5日のチームM「アイドルの夜明け」公演において、初めてバックダンサーとして出演[9]。復帰後にチームM公演に出演したのもこれが初めてであった。

2014年
- 1月12日、チームBII「ただいま恋愛中」公演において、初めてアンダーとして出演[10]。
- 2月24日、Zepp DiverCityで開催された『AKB48グループ大組閣祭り』にて、チームMへの再昇格が発表されるが[11]、同月27日、Google+で昇格辞退を表明。
- 6月30日放送開始の昼ドラ『碧の海〜LONG SUMMER〜』（東海テレビ）に、主人公・小館舞（少女時代）役で出演[12]。この作品で女優デビューを果たす[13]。
- 8月6日発売の『碧の海〜LONG SUMMER〜』の主題歌「消せない約束」(fumika) の初回ワンコイン盤のジャケットに起用される[14]。

2015年
- 2月4日、『NMB48 Arena Tour 2015 〜遠くにいても〜』の二日目にて、他の研究生メンバー全員と共に正規メンバーへの昇格を発表され、チームNに加入する。同一メンバーへの3回目の昇格発表はAKB48グループでは初となる。
- 3月19日、チームN 4th「ここにだって天使はいる」公演の初日を迎える。

2016年
- 10月18日に神戸ワールド記念ホールで開催された『NMB48 6th Anniversary LIVE』で「大組閣」と称したチーム再編により、チームBIIへの異動が発表され、翌年1月1日に新チーム体制に移行[15]。

2019年
- 3月19日、NMB48劇場で行われた劇場公演において、グループからの卒業を発表[16]。
- 5月4日、グループ初となる2度目の卒業公演を行い、同月11日の握手会をもってNMB48としての活動を終了[17]。

2020年
- 10月23日、大阪城ホールで開催された『NMB48 10th Anniversary LIVE』にサプライズ出演し、「想像の詩人」を歌唱した[18]。

2021年
- 10月1日、同日付で芸能事務所「SEASiDE HOUSE」に所属し、芸能活動を再開したことを発表[19]。

2022年
- 11月14日、SEASiDE HOUSEの専属マネージメントを終了し、新たに「MOTHER MUSIC」に所属した上で、元のSEASiDE HOUSEとも業務提携として契約継続となることが発表される[20]。
- 11月22日、アイドルグループ・籠鳥恋雲（）の結成に中心メンバーとして参加することが発表され、翌2023年1月20日にデビューし活動開始[2][21]。

2024年
- 3月31日、ワンマンライブを以て籠鳥恋雲を卒業。
- 12月16日、自身初のデジタル写真集『またもう一度』（集英社）が発売された。NMB48を卒業して以来、約5年ぶりにグラビアに挑戦した[22]。

## 人物
- 愛称は、ジョー[23]。NMB48のメンバーからは「城ちゃん」と呼ばれることが多い。元NMB48のメンバーの山田菜々、同じチームMの谷川愛梨はブログで「お城」（おじょう）と呼んでいる[24][25]。その他、福本愛菜からは「えりんこ」と呼ばれている[26]。
- キャッチフレーズは「今日の気分は（上々） 明日も（上々） 元気で皆をノックアウト（わぁー） 兵庫県出身 （学年と年齢を言う） しろと書いてじょうと読むジョーこと城恵理子です」[27]。復帰後、一時はこれに（立つんだジョー！）が入っていた[28]。
- 好きな食べ物は綿菓子とアイスクリーム[29]。好きな色は水色・ピンク。好きな動物は犬・猫・ウサギ[30] で、自宅でチワワを飼育している[31]。
- 2013年に剣道初段を取得[32]。本人曰く、器械体操も得意である[33]。
- 学校の勉強は全般的に苦手だが、NMB48に加入してから勉強の大切さを意識するようになった[34]。好きな教科は家庭科で、裁縫が得意[35]。苦手な教科は社会[36]。
- 性格は甘えん坊で自他共に「赤ちゃん」と表現しており、赤ちゃん言葉を使うこともある[37]。また、緊張しない性格であり、西武ドームでソロ楽曲を披露した際にも全く緊張していなかった[34]。
- 早起きが苦手であり、13歳および2012年の目標として「朝起きれるようになること」を挙げている[38]。

### NMB48
- オーディションを受けたきっかけはAKB48の前田敦子に憧れたからで、目標は前田のようにファンに勇気や元気を届けること[27]。また、容姿がAKB48加入時の前田に似ていたことから「ポスト前田敦子」と呼ばれた[5]。好きなNMB48のメンバーは山本彩。以前はダンスが苦手だったため、ダンスが上手で2期生公演で城のアンダーを務めていた小鷹狩佑香[注 1] のことを「ライバル」と称している[39]。
- 劇場公演のMCなど、自ら話を展開させるのは苦手としている[39][40]。
- NMB48加入前後に成長期を迎えたため、加入から1年足らずの間に身長が7cm以上伸びている[41]。
- NMB48卒業については、2012年9月3日のNMB48劇場における公演終了直前に本人により発表され「来年は中学3年生。学業との両立に悩みました。でもNMBの迷惑になってしまうと思い、学業を選びました」とその理由も説明されたが、本人からNMB48運営側には公表の2か月前に卒業の意思を打ち明けており、運営側も直後に総合プロデューサー・秋元康に報告、了承されていた[42]。また卒業公演後に学業が落ち着いたら（高校生くらいに）またオーディションを受けてみたいとも語っていた[43]。

## NMB48在籍時の参加楽曲

### シングル選抜楽曲
NMB48名義
- オーマイガー!
  - 捕食者たち - 「紅組」名義
  - 僕は待ってる
  - 嘘の天秤 - 「NMBセブン」名義
- 純情U-19
  - 努力の雫 - 「白組」名義
  - 恋愛のスピード - 「NMBセブン」名義
- ナギイチ
  - 最後のカタルシス - 「白組」名義
  - 初恋の行方とプレイボール  - 「NMBセブン」名義
- ヴァージニティー
  - 妄想ガールフレンド
  - 僕らのレガッタ - 「白組」名義
- 「高嶺の林檎」に収録
  - 一週間、全部が月曜日ならいいのに…
  - 傘はいらない
- 「らしくない」に収録
  - アスファルトの涙
- 「Don't look back!」に収録
  - 恋愛ペテン師 - 「Team N」名義
  - ニーチェ先輩 - 「難波鉄砲隊其之六」名義
- ドリアン少年
  - 命のへそ - 「Team N」名義
- 「Must be now」に収録
  - 夢に色がない理由 - 「Team N」名義
- 「甘噛み姫」に収録
  - 儚い物語 - 「Team N」名義
- 「僕はいない」に収録
  - 空から愛が降って来る - 「Team N」名義
- 僕以外の誰か
  - Let it snow ! - 「Team BII」名義
- ワロタピーポー
  - 自分の色 - 「2期生」名義
  - 普通の水 - 「Team BII」名義
  - もう一度、走り出してみようか? - ソロ楽曲
- 欲望者
  - 匙を投げるな! - 「Team BII」名義
- 僕だって泣いちゃうよ
  - 職務質問  - 「Team BII」名義
- 床の間正座娘
  - アップデート - 「Team BII」名義
  - 2番目のドア

AKB48名義
- 「風は吹いている」に収録
  - 君の背中 - 「アンダーガールズ」名義
- 真夏のSounds good !
- 「ギンガムチェック」に収録
  - あの日の風鈴 - 「ウェイティングガールズ」名義
- 「ジャーバージャ」に収録
  - 下手を打つ - 「NMB48」名義
- 「センチメンタルトレイン」に収録
  - ひと夏の出来事 - 「アップカミングガールズ」名義
  - 百合を咲かせるか?

### アルバム選抜曲
NMB48名義
- 『世界の中心は大阪や 〜なんば自治区〜』に収録
  - 想像の詩人 - 「研究生」名義
  - ピーク
- 『難波愛〜今、思うこと〜』に収録
  - まさかシンガポール
  - 難波愛

AKB48名義
- 『1830m』に収録
  - いつか見た海の底 - 「Up-and-coming girls」名義
  - やさしさの地図
  - 青空よ 寂しくないか? - 「AKB48+SKE48+NMB48+HKT48」名義

### 劇場公演ユニット曲
2期生「PARTYが始まるよ」公演
- スカート、ひらり

チームM 1st Stage「アイドルの夜明け」
- 残念少女
- 片思いの対角線（バックダンサー）

 チームBII 2nd Stage「ただいま恋愛中」
- 純愛のクレッシェンド（上枝恵美加のユニットアンダー）

 研究生「青春ガールズ」公演
- 雨の動物園

チームM 2nd Stage「RESET」
- 檸檬の年頃（前座ガールズ）
- 逆転王子様（久代梨奈のユニットアンダー）

 チームBII 3rd Stage「逆上がり」
- わがままな流れ星（薮下柊のユニットアンダー）
- 抱きしめられたら（上枝恵美加のユニットアンダー）
- 愛の色（内木志のユニットアンダー）

 研究生「想像の詩人」公演
- 明日は明日の君が生まれる（Chocolove from AKB48 1stシングル）

 チームN 3rd Stage「ここにだって天使はいる」
- 何度も狙え!（與儀ケイラ卒業後）

 チームBII「恋愛禁止条例」公演
- 黒い天使

## 出演

### テレビドラマ
- 碧の海〜LONG SUMMER〜（2014年6月30日 - 8月29日、東海テレビ） - 主人公・小館舞（17歳当時） 役
- マジすか学園4 第9話（2015年3月24日、日本テレビ） - ジョー 役

### その他テレビ番組
- ユタンポ（2017年7月8日 - 2018年3月31日、山陽放送） - 「NMB あいり、ジョーのもっと!ちょい齧」コーナーレギュラー

### 舞台
- 萬腹企画 15杯目『恋愛疾患特殊医療機 a-xブラスター』（2022年11月10日 - 13日、シアター・アルファ東京） - 芋堀藍子、ワズライ 役[44]
- 萬腹企画 冬の特別公演『NIKORA-ニコラ-』（2023年12月20日 - 24日、ポケットスクエア テアトルBONBON） - 内藤ホライゾン 役[45]
- 五反田タイガー 14th Stage『ペインティング・バーレスク〜天使がいた場所〜』（2024年2月28日 - 3月3日、六行会ホール）[46]
- RAVE☆塾vol.14『校臨エンプレス』（2024年4月25日 - 29日、築地本願寺ブディストホール） - 主演：二條瞳 役[47]
- 夢ヒトプロデュース公演『アビリティーズ』（2024年5月17日 - 20日、Air studio）[48]
- エクレール・シアター 第2回公演『Laugh&Serious・2』（2024年7月13日 - 15日、ブルースクエア四谷） - （Serious Part「ドールハウス」）遥 役[49]
- 劇団しめじ大阪本公演2025『ALice in Wonderland』（2025年5月29日 - 6月1日、ABCホール）[50]
- トレンディは突然に 2025 夏（2025年8月27日 - 9月1日〈予定〉、CBGKシブゲキ!!） - 夏目エリカ 役[51][52]

### ラジオ
- NMB48りかとダレカのガールズ☆ト〜ク（2016年6月5日 - 10月9日、ラジオ関西） - 準レギュラー
- NMB48ジョーとダレカのガールズ☆ト〜ク（2016年10月16日 - 2019年4月27日、ラジオ関西） - メインパーソナリティ
- おやすみNMB48（2017年7月10日 - 2019年4月29日、FM岡山）
- NMB48愛梨とジョーのラジオでマッタリーノ!（2018年4月6日 - 、RSKラジオ「あもーれ!マッタリーノ」内）

### インターネット番組
- 魔!淀川キャッチボール部（2017年12月11日 - 2018年1月22日、大阪チャンネル） - リエ 役

### ミュージック・ビデオ
- fumika「消せない約束」（2014年）[53]

## 書籍

### 電子書籍
- 城恵理子 デジタル写真集『またもう一度』週プレ PHOTO BOOK（2024年12月16日、集英社）[22]